# Natalia Maciukiewicz
Natalia Maciukiewicz (ur. 12 kwietnia 1986 r. w Giżycku) – polska wioślarka.

## Osiągnięcia
- Mistrzostwa Świata – Poznań 2009 – czwórka podwójna wagi lekkiej – 5. miejsce[1].